# Auberge française
L'auberge française (en suédois : Franska värdshuset) est un édifice du quartier de Djurgården à Stockholm en Suède.

## Description
L'auberge française est une ancienne auberge fondée en 1808. 
La maison est située à l'adresse Djurgårdsslätten 104 entre Djurgårdsstaden et Rosenvik, au-dessus du pont qui relie Djurgården à Beckholmen. 
Le bâtiment est classé bleu par le Musée de la ville de Stockholm, ce qui signifie que la valeur culturelle et historique du bâtiment est considérée par le musée de la ville comme correspondant aux exigences relatives aux monuments architecturaux de la loi sur l'environnement culturel. 
Sur le terrain adjacent, a l'adresse Djurgårdsslätten 100, se trouve la Villa Fernström conçue en 1930 par l'architecte Kurt von Schmalensee.

## Histoire
Le terrain portant le nom original d'Alberget 2 a été acquis en 1775 par le charpentier Westerlund. 
Son fils construisit en 1783 un immeuble résidentiel qui reste aujourd'hui l'un des plus anciens de la zone. L'auberge actuelle a été construite en 1808 pour le compte du restaurateur d'origine française Jean Baptiste Le Maire. Il y établit une auberge, appelée De Maires Wärdshus et plus tard l'Auberge française. L'endroit devint rapidement populaire et fut visité par la royauté, les artistes et les écrivains.
Le bâtiment de l'auberge est une grande maison en bois jaune. 
Le bâtiment est entouré de deux dépendances plus petites faisant face à Djurgårdsvägen (sv). 
La maison est l'une des nombreuses grandes maisons de la zone datant de l'époque de Charles XIV Jean, et dans les années 1830, on dit qu'elle avait une façade rose. 
L'un des habitués du début du XIXème siècle était le publiciste Carl Christoffer Gjörwell l'Ancien.
La première fête d'été du Club des artistes a eu lieu à l'auberge en 1857, en présence de tous les principaux artistes de l'époque. 
La fête a été immortalisée dans une aquarelle détaillée peinte par le membre du club Fredrik Wilhelm Scholander.
Les bâtiments ont été utilisés pour les Jeux olympiques d'été de 1912 à Stockholm par des rameurs suédois qui ont profité de la proximité du parcours d'aviron olympique de Djurgårdsbrunnsviken. Les rameurs ont rebaptisé la propriété Roddarhemmet Ching-Ching. Parmi ceux qui ont assisté aux séances d'entraînement de l'équipe d'aviron se trouvaient le prince héritier et la princesse de l'époque, le prince Gustave VI Adolphe et son épouse Margareta.
Parmi les résidents historiques de la maison se trouvait le poète et inspecteur des douanes Elias Sehlstedt. Cependant, Sehlstedt n'habitait pas dans l'auberge elle-même, mais dans la maison voisine, Djurgårdsslätten 102, qui dans le plan de la ville de 1809 est désignée comme « le bâtiment le plus ancien ». Il y vécut depuis son départ de Sandhamn en 1869 jusqu'à sa mort en 1874.
En 1921, la propriété fut transférée à l'éditeur de livres Karl Otto Bonnier et les bâtiments situés sur le terrain sont depuis principalement habités par ses descendants.
Au cours du XXe siècle, Tor Berg et Greta Berg, née Bonnier, vivaient dans l'Auberge française. 
En 2020, leur petite-fille Cecilia Hagen vit dans la maison.

## Galerie

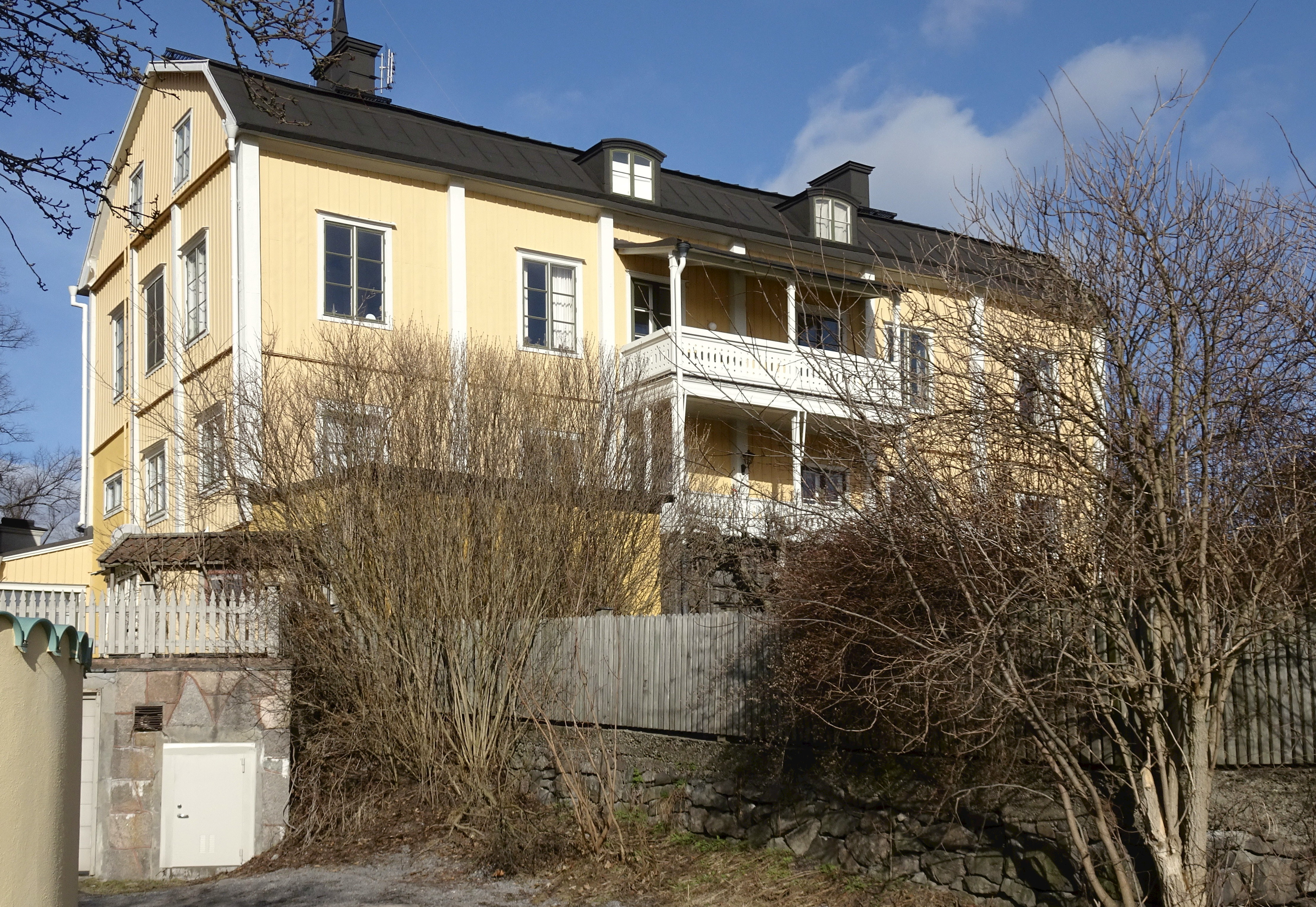
Auberge française plein sud, 2017.
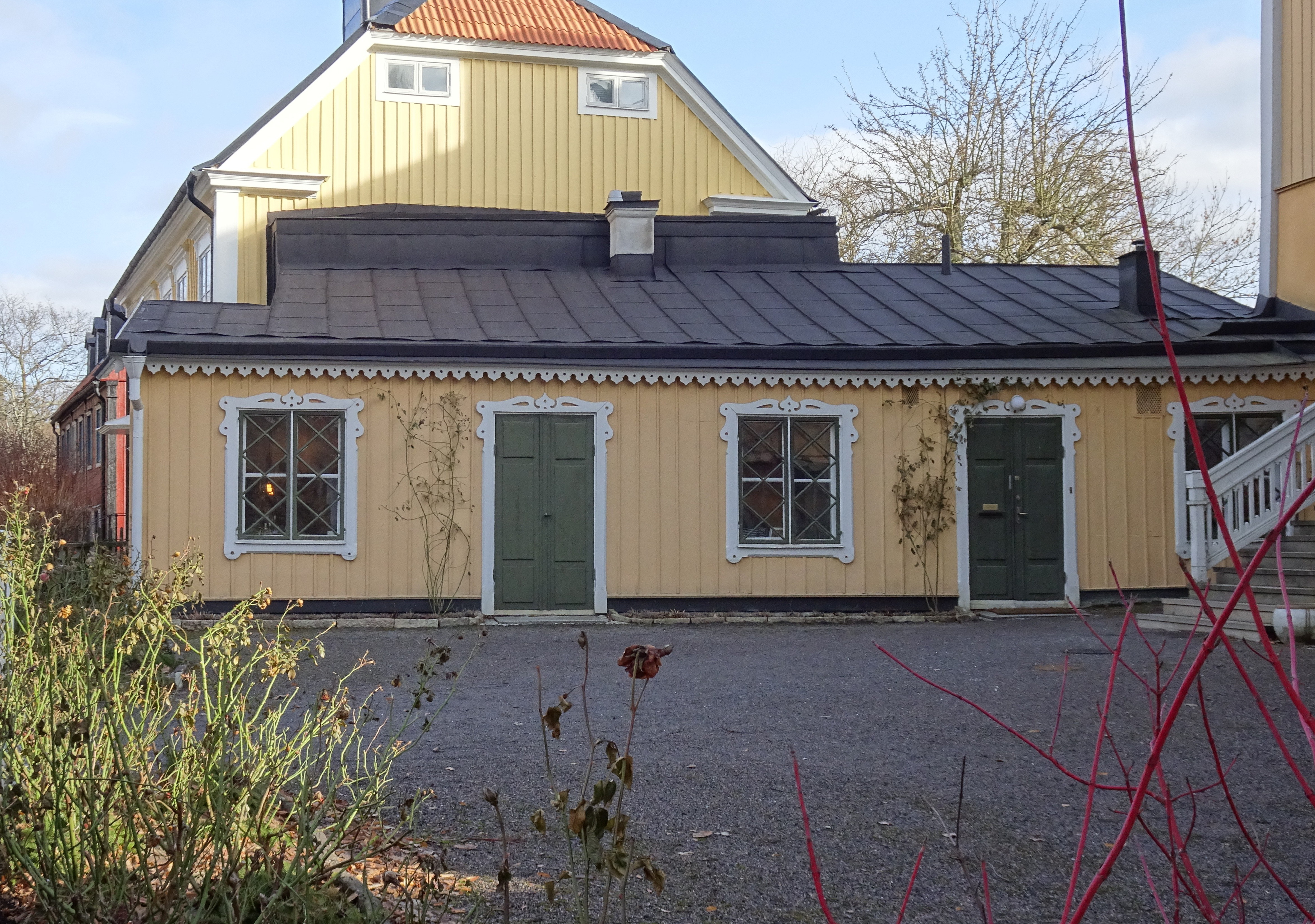
Auberge française, aile orientale.
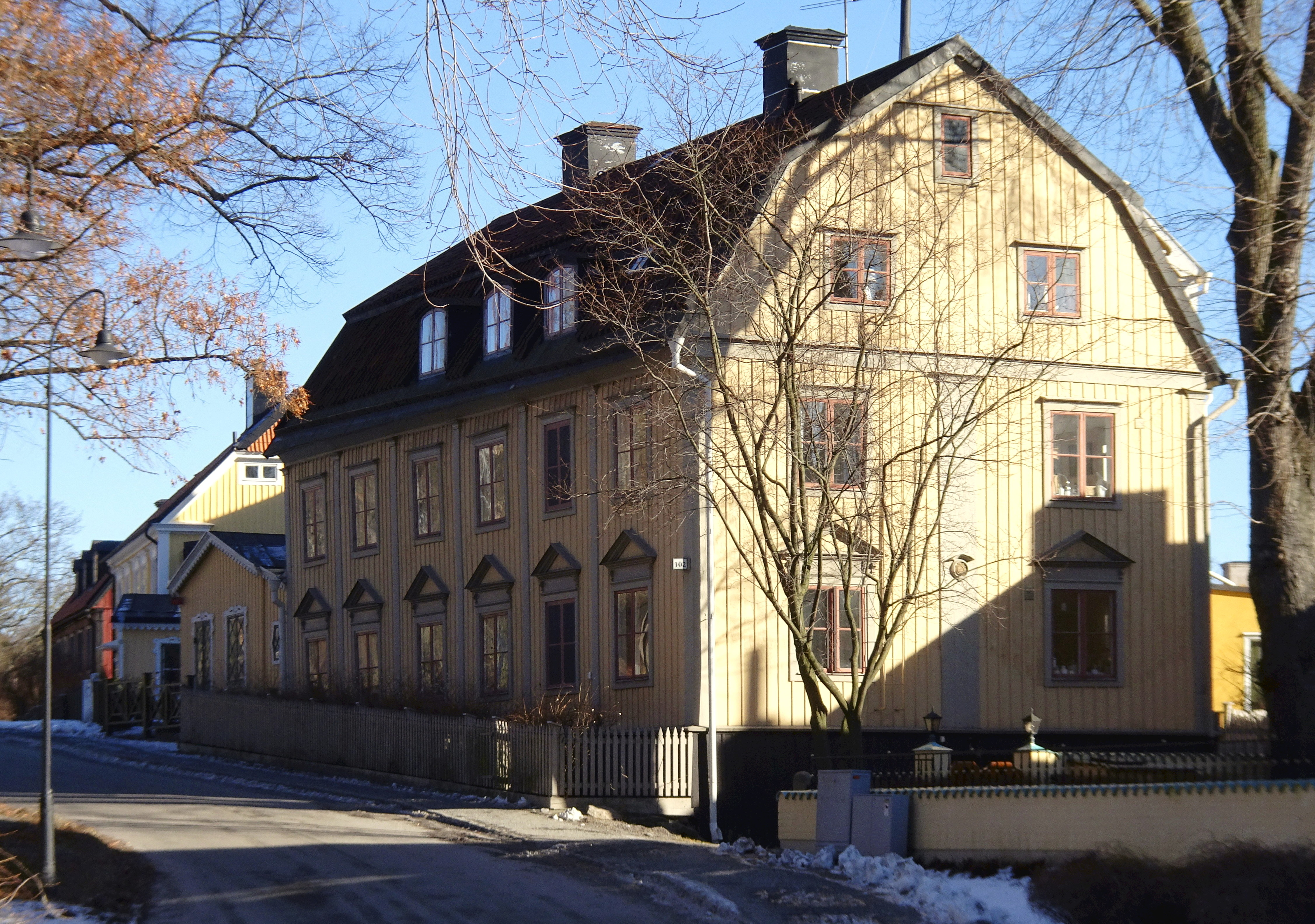
Auberge française, Djurgårsslätten 102.
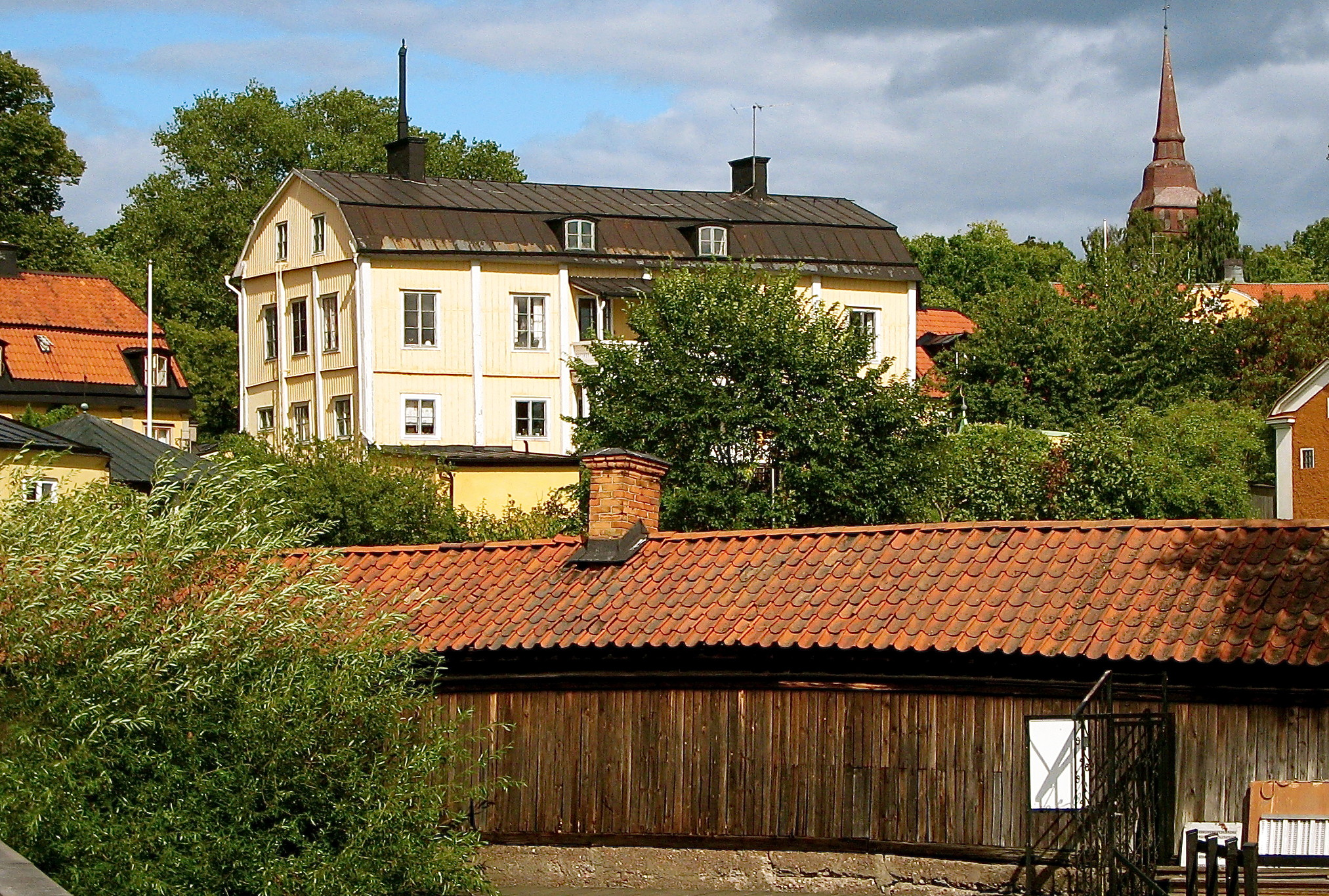
Auberge française, 2009.